# 怒火邊界2：毒刑者
《怒火邊界2：毒刑者》（英語：Sicario: Day of the Soldado，在北美外的地區記作）是一部2018年美國動作驚悚片，由斯特法諾·索利瑪執導，泰勒·謝里丹編劇，主演包括班尼西歐·岱·托羅、喬許·布洛林、伊莎貝拉·莫娜和馬修·莫汀。本片為2015年電影《怒火邊界》的續集，描述美國政府企圖煽動墨西哥販毒集團之間的戰爭，企圖漁翁得利，但事情發展卻超乎預料。
《怒火邊界2：毒刑者》2018年6月29日美國上映。

## 劇情
美墨邊境的毒品戰爭行動後不久，美墨邊界德克薩斯州的美國國土安全部海關及邊境保衛局邊防警衛隊攔截到一批墨西哥偷渡客，其中一名穆斯林在被包圍時引爆身上炸彈；同時期密蘇里州堪薩斯市都會區的幾名男子進入一間大賣場後依序引爆身上炸彈，造成15名無辜平民身亡。美國政府命令中央情報局主任麥特·葛瑞佛採取極端措施，打擊涉嫌將恐怖份子偷渡到美墨邊境的墨西哥販毒集團。麥特和國防部都同意挑起兩敵對販毒集團之間戰爭，但葛瑞佛得自行另外找人馬和裝備，以便切割與國防部的關係。
麥特招募祕密幹員亞歷山卓·吉利克來執行任務，並請求PMC人士安迪·惠爾頓提供可信僱傭兵、直昇機和軍用級通訊設備，他們在墨西哥的行動才會顯得合理。亞歷山卓在墨西哥城暗殺了馬塔莫羅斯販毒集團的一位知名律師，葛瑞佛及團隊則綁架了馬塔莫羅斯敵對的卡羅斯·瑞伊之女伊莎貝·瑞伊。卡羅斯過去曾為了殺雞儆猴而殺了亞歷山卓的家人，亞歷山卓也為了復仇而同意加入此次行動。
麥特、亞歷山卓及團隊將伊莎貝帶到德克薩斯州的一間安全屋，還演了一場DEA突襲並救了她的戲碼，讓她相信自己是被馬塔莫羅斯集團俘虜。他們將伊莎貝帶到美國軍事基地，團隊則安排她返回墨西哥，計劃將伊莎貝留在位於她父親敵人領土內的墨西哥聯邦警局，進一步升級集團間的衝突。然而，在他們越過墨西哥後，腐敗的警察護送人員轉而攻擊他們，並以火箭砲襲擊了美國的裝甲車隊伍。麥特等人在隨後的交火中不得已殺死了25名墨西哥警察。
在一片混亂中，伊莎貝逃到了沙漠中。當團隊的其他成員返回美國時，亞歷山卓自願去找她。與此同時，美國政府確定堪薩斯市至少有兩名自殺式炸彈襲擊者是真正的國內恐怖分子，而不是外國人，並非被販毒集團成員偷運到美國。為了平息與墨西哥的緊張關係，国防部长詹姆斯·萊利命令中央情報局放棄這項任務。得知伊莎貝目睹美國人向墨西哥警察開槍後，國務卿命令團隊抹去所有證據，包括參與其中的伊莎貝和亞歷山卓。無奈的麥特反過來警告亞歷山卓並命令他殺死伊莎貝，但亞歷山卓拒絕並決定保護她的性命。亞歷山卓和伊莎貝都在沙漠中一間孤立的農場找到了避難所。如果他們留在墨西哥，伊莎貝就會被殺。由於資源匱乏，他們將自己偽裝成非法移民，並付錢給人口販子以重新進入美國。麥特及其團隊乘坐黑鷹直昇機秘密飛往墨西哥，追蹤著亞歷山卓啟動並嵌入伊莎貝鞋子的GPS裝置。
在邊境出發點，亞歷山卓被招募為郊狼的年輕墨裔美國人米格在兩天前在德克薩斯州停車場的一次相遇中認出。導致米格的領導蓋洛攔下並質問亞歷山卓和伊莎貝。兩人被帶往荒漠，蓋洛命令米格朝蒙面的亞歷山卓腦袋開槍，麥特等人以卫星影像目睹此情況，認定亞歷山卓已死，並決定持續追著帶走伊莎貝的蓋洛等人。麥特的團隊殺光了蓋洛及其同夥，營救了伊莎貝；米格則在此前因內疚而跳車，退出幫派。但麥特卻抗命，決定將伊莎貝帶回美國並將她置於證人保護之下。與此同時，亞歷山卓恢復了意識，發現自己的臉頰被子彈穿過。亞歷山卓開走了蓋洛的車子返回美國，並在途中投擲手榴彈殺死了一輛追來的幫派搜查人馬。
一年後，滿身黑幫紋身的米格來到德克薩斯購物中心，進入幫派聯繫人的辦公室，卻發現亞歷山卓正在等著。亞歷山卓對他說：「所以你想成為殺手？現在來談談你的未來。」

## 演員
- 前作角色：
  - 班尼西歐·岱·托羅飾演亞歷山卓·吉利克[2]
  - 喬許·布洛林飾演麥特·葛瑞佛（Matt Graver）[2]
- 伊莎貝拉·莫娜飾演伊莎貝·瑞伊（Isabela Reyes）[3]
- 傑佛瑞·唐納文飾演史提夫·福辛（Steve Forsing）[4]
- 馬奴·賈西亞-魯爾福飾演蓋洛（Gallo）[3]
- 凱薩琳·凱娜（英语：Catherine Keener）飾演辛西雅·福爾德（Cynthia Foards）[5]
- 謝伊·惠格姆飾演安迪·惠爾頓（Andy Wheeldon）
- 馬修·莫汀飾演詹姆斯·萊利（James Riley）[6]
- 大衛·卡斯塔尼達飾演赫克特（Hector）[3]
- 伊利亞·羅里葛茲（Elijah Rodriguez）飾演米格·赫南德茲（Miguel Hernandez）[7]
- 伊恩·鮑漢（英语：Ian Bohen）飾演卡森·威爾斯（Carson Wills）[8]
- 布魯諾·畢契爾（英语：Bruno Bichir）飾演安傑（Angel）

## 製作

### 發展

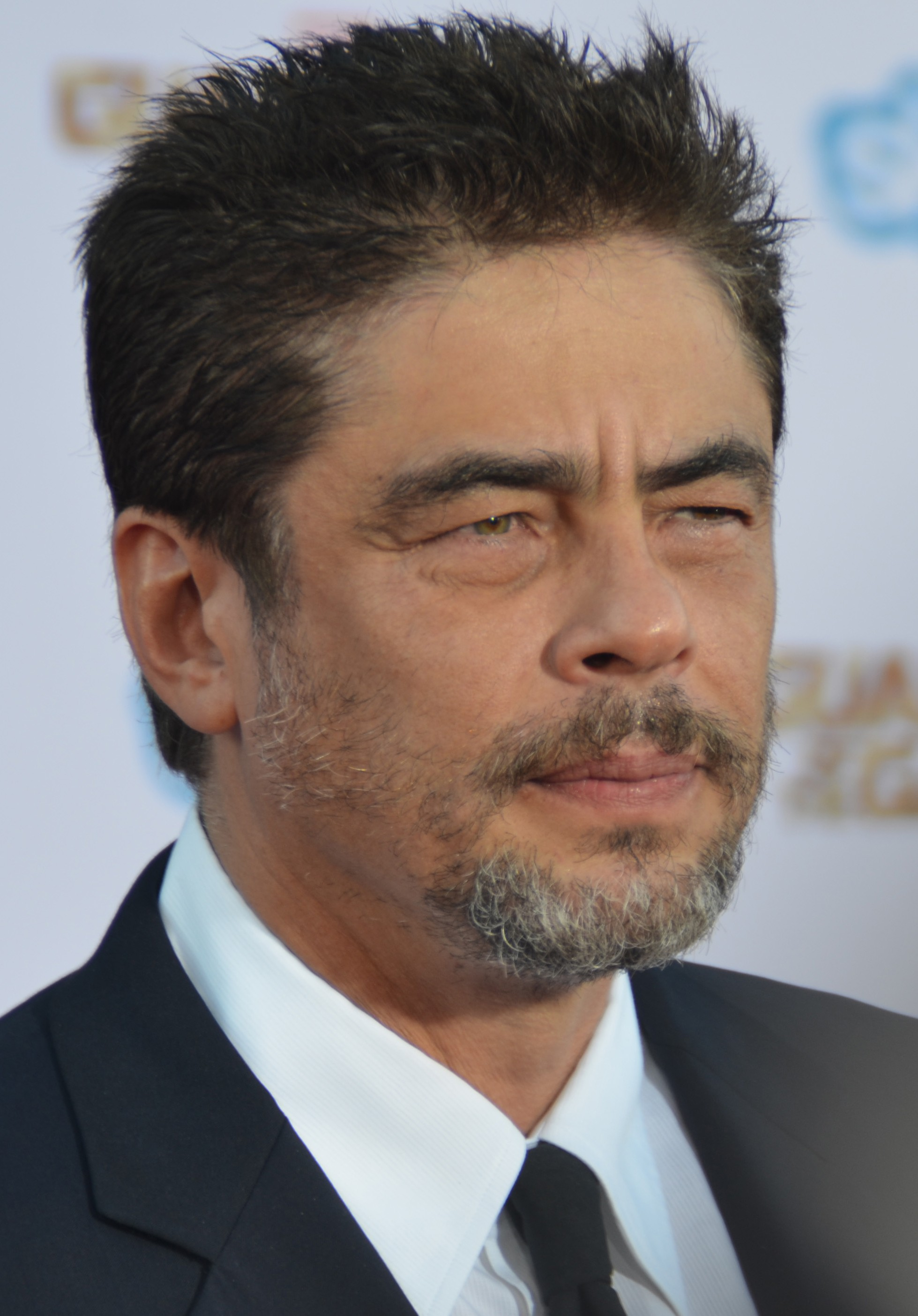
班尼西歐·岱·托羅在該片中再次飾演亞歷山卓·吉利克（Alejandro Gillick）一角。

2015年9月，獅門娛樂打算推出《怒火邊界》的續集，並以班尼西歐·岱·托羅所飾演的角色為主；而前集的編劇泰勒·謝里丹和導演丹尼·維勒納夫有望再度參與該片。2016年4月，監製莫莉·史密斯（Molly Smith）和泰倫特·拉金比爾（Trent Luckinbill）表示，主演艾蜜莉·布朗、喬許·布洛林和托羅將會回歸演出。2016年6月1日，義大利導演斯特法諾·索利瑪被聘來擔任導演，其片名為，且劇本仍由謝里丹所撰寫，而維勒納夫則不會回歸參與。2016年10月27日，演員凱薩琳·凱娜將會加入演出；該片由獅門和提供資金，Thunder Road Pictures的史密斯、拉金比爾、貝索·伊旺尼克與愛德華·L·麥克唐納（Edward L. McDonnell）將擔任監製。2016年11月，據報導，布朗已不會回歸演出。下個月，伊莎貝拉·莫娜、大衛·卡斯塔尼達和馬奴·賈西亞-魯爾福都已確認參演。在前集飾演史提夫·福辛（Steve Forsing）的傑佛瑞·唐納文也會回歸演出；唐納文透露，該片的故事將集中於福辛、吉利克與葛瑞佛（Graver）上，「有目的地進入墨西哥與對手墨西哥販毒集團開戰」，並將該片描述為「獨立衍生作」，而非續集或前傳。2017年1月，宣布伊利亞·羅里葛茲（Elijah Rodriguez）、馬修·莫汀和伊恩·鮑漢都加入了演員陣容。
編劇謝里丹形容：「如果《怒火邊界》是一部關於警察軍事化的混合電影，那這就是將警方的部分給刪掉。」

### 拍攝
主體拍攝2016年11月8日在新墨西哥州開始進行。

## 發行
《怒火邊界2：毒刑者》原由獅門娛樂在美國發行，但因獅門與黑標傳媒之間產生了分歧，使其發行權改交給了索尼影視娛樂；而獅門影業仍負責該片在國際市場上的發行權。2017年8月，索尼將該片定於2018年6月29日在美國上映。

### 市場營銷
2017年12月19日，官方釋出首支電影預告片。2018年3月19日，在釋出正式預告的同時，也透露片名改為。而在北美外的地區則記作（美國前名）。

## 反響

### 評價
《怒火邊界2：毒刑者》獲得正面居多的評價。爛番茄根據162條評論，持有63%的新鮮度，平均得分6.4／10。在Metacritic上，電影獲得了60分。據CinemaScore調查，觀眾的反響在A+至F間落於「A-」。

### 票房
在美國和加拿大，《怒火邊界2：毒刑者》與《德魯大叔》同週上映並競爭，外界預估《怒火邊界2：毒刑者》在首週能從3055間戲院中獲得1200萬美元的票房。該片在第一天獲得了750萬美元（包含週四晚間的200萬美元）後，使得預估值上升至1900萬美元。最後，《怒火邊界2：毒刑者》在美國首週以1910萬美元的票房位居當週票房排名第三，這比前集的首週數字（1210萬美元）還高。

## 外部連結
- 互联网电影数据库（IMDb）上《怒火邊界2：毒刑者》的资料（英文）
- Box Office Mojo上《怒火邊界2：毒刑者》的資料（英文）